# Poincy
Poincy település Franciaországban, Seine-et-Marne megyében. Lakosainak száma 776 fő (2022. január 1.). Poincy Chambry, Germigny-l’Évêque, Meaux, Trilport és Varreddes községekkel határos.

## Népesség
A település népességének változása:
| Lakosok száma | 696  | 683  | 716  | 692  | 708  | 724  | 759  | 764  | 776  |
|               | 2013 | 2015 | 2016 | 2017 | 2018 | 2019 | 2020 | 2021 | 2022 |